# .450 Black Powder Express

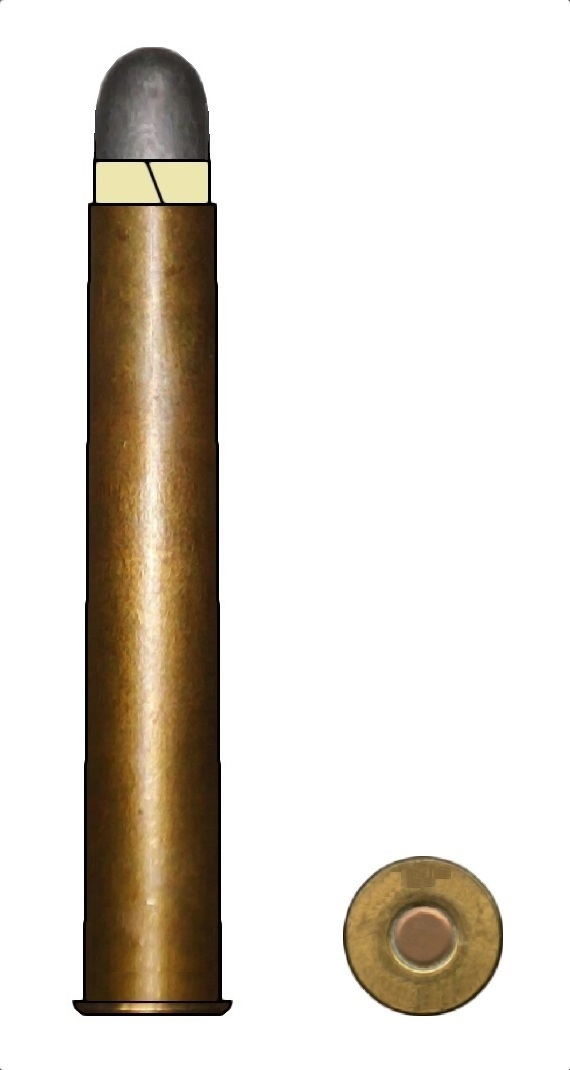
O .450 Black Powder Express.

O .450 Black Powder Express (também conhecido como .450 3¼-inch BPE) é um cartucho de fogo central metálico do tipo "Express" de pólvora negra de médio calibre em formato de "cone" projetado na década de 1870.

## Projeto
O .450 Black Powder Express é um cartucho de fogo central para rifles com paredes retas com aro, projetado para uso com pólvora negra. Ele estava disponível em uma série de carregamentos com balas pesando de 270 a 365 grãos (17,5 a 23,7 g), todos impulsionados por 120 grãos (7,8 g) de pólvora negra.

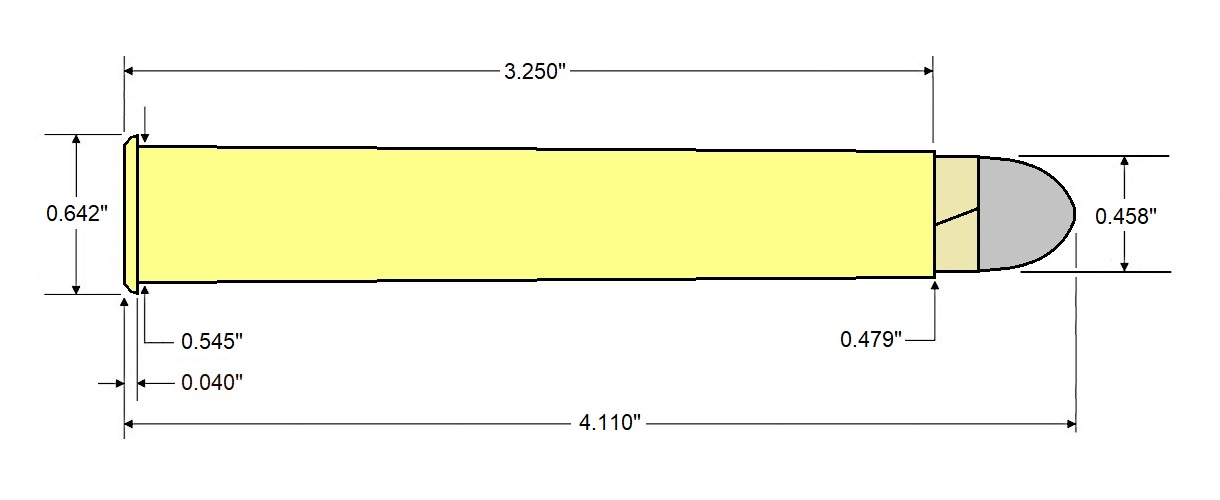

### .450 Nitro for Black
O .450 Nitro for Black é o mesmo cartucho carregado com cargas leves de pólvora sem fumaça moderna, cuidadosamente balanceado por meio de teste para replicar a balística da versão de pólvora negra.

## Histórico
Na Grã-Bretanha do século XIX, havia um grande número de cartuchos retos .450 desenvolvidos em diversos comprimentos de estojo, dos menores até a versão de 3¼ polegadas. O .450 Black Powder Express de 3¼ polegadas foi originalmente desenvolvido como um cartucho militar experimental para os testes de rifle do Exército Britânico em 1869 que levaram à adoção do rifle Martini–Henry. O cartucho de "câmara longa" de teste militar original era carregado com uma bala pesando 480 grãos (31 g), embora para uso militar tenha sido desajeitadamente longo e difícil de manusear e carregar, em resposta, a Eley Brothers desenvolveu o cartucho muito mais curto .577/450 Martini–Henry, em formato de "garrafa".
Na década de 1870, o cartucho de "câmara longa" .450 3¼-inch tornou-se a base para o .450 Black Powder Express quando carregado com projéteis mais leves disparados em velocidades mais altas do que o original. O .450 Black Powder Express era o cartucho esportivo do tipo Express mais popular e foi fabricado no Reino Unido, França, Alemanha, Áustria e Canadá e estava prontamente disponível nas versões Black Powder e Nitro for Black no século XX.

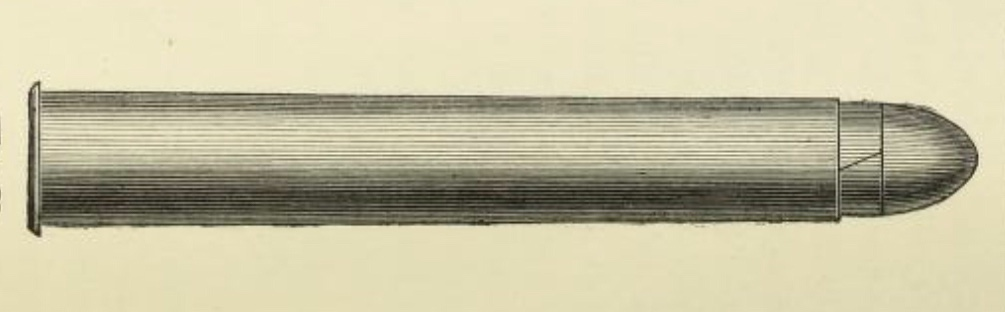
Ilustração do .450 Black Powder Express em livro de 1884.

### Como cartucho pai
Por volta de 1880, o .450 Black Powder Express foi reduzido para 0,405 polegadas para fazer o .450/400 Black Powder Express que por sua vez, quando carregado com cordite, se tornou o .450/400 Nitro Express que foi posteriormente desenvolvido para o .400 Jeffery Nitro Express.

### CarregamentosNitro Express
Em 1898, a John Rigby & Company carregou este cartucho com cordite sem fumaça para criar o .450 Nitro Express, o primeiro cartucho Nitro Express.

## Utilização
O .450 3¼-inch BPE foi um dos cartuchos mais populares já inventados, foi amplamente usado para caça de cervos e animais de tamanho semelhante, bem como em grandes animais perigosos, incluindo elefantes.
Frederick Selous possuía um único rifle em .450 Black Powder Express fabricado por Alexander Henry, que ele usava para atirar em leões quando estava com pouca munição para seu rifle favorito, um Farquharson em .461 Gibbs No 1.
John "Pondoro" Taylor possuía dois rifles em .450 Black Powder Express, um rifle simples por ação de bloco cadente e um rifle duplo da Holland & Holland, com esses rifles ele matou elefantes, rinocerontes e búfalos utilizando balas de chumbo errigecido de 365 grãos e para leões, utilizava balas de chumbo sólidas com o mesmo peso.
O rifle favorito do grande esportista continental Ernest II, Duque de Saxe-Coburg-Gotha, foi um rifle em .450 Black Powder Express fabricado por Alexander Henry, com o qual ele abatia cervos correndo a até 440 metros (480 jardas).